# Brendon Hills

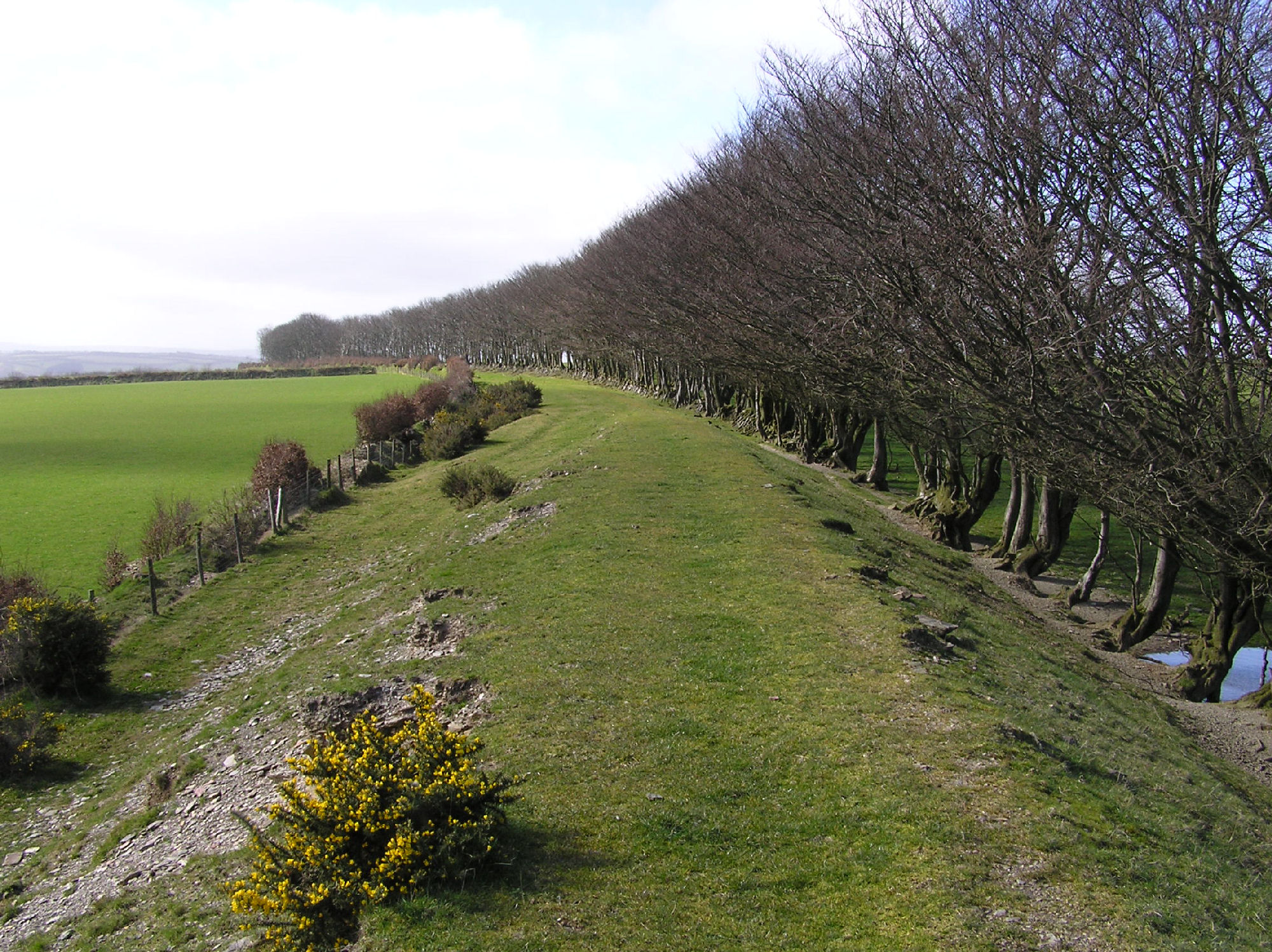
Torowisko rozebranej kolei mineralnej na wzgórzach

Brendon Hills – pasmo wzgórz w Anglii, w zachodniej części hrabstwa Somerset. Niewielka część wzgórz znajduje się w hrabstwie Devon. Przez pasmo przepływa kilka rzek, m.in. Haddeo, dopływ Exe, i Tone.
W przeciwieństwie do sąsiadujących z nimi wzgórz, Quantock Hills i Exmoor, na Brendon Hills dominują tereny rolnicze. W przeszłości na terenie wzgórz wydobywano rudę żelaza, istniała także linia kolejowa dowożąca rudę do portu w Watchet.

## Położenie
Wzgórza znajdują się w dystrykcie Somerset West and Taunton, między Quantock Hills i Parkiem Narodowym Exmoor. Najwyższym punktem jest Lype Hill o wysokości 420 m n.p.m. Przez teren wzgórz przebiega szlak turystyczny Coleridge Way.